# Selseleh (Verwaltungsbezirk)
Selseleh (persisch شهرستان سلسله) ist ein Schahrestan in der Provinz Luristan im Iran. Er enthält die Stadt Selseleh, welche die Hauptstadt des Verwaltungsbezirks ist.

## Kreise
- Zentral (بخش مرکزی)
- Firuzabad (بخش فیروزآباد)

## Demografie
Bei der Volkszählung 2016 betrug die Einwohnerzahl des Schahrestan 75.559. Die Alphabetisierung lag bei 80 Prozent der Bevölkerung. Knapp 49 Prozent der Bevölkerung lebten in urbanen Regionen. Die Mehrheit der Einwohner sind Kurden. 
| Zensusjahr | Einwohnerzahl |
| ---------- | ------------- |
| 2011       | 73.154        |
| 2016       | 75.559        |